# Lycosa pulchella
Lycosa pulchella là một loài nhện trong họ Lycosidae.
Loài này thuộc chi Lycosa. Lycosa pulchella được Tord Tamerlan Teodor Thorell miêu tả năm 1881.